# Kidmat Tzvi
Kidmat Tzvi (hebraisk: קִדְמַת צְבִי) er en israelsk bosættelse i den centrale del af de besatte Golan-højder med 329 indbyggere (2009). Bosættelsen blev oprettet i 1981, og som andre bosættelser i Golan og på Vestbredden regnes den for ulovlig af det internationale samfund - en opfattelse, som Israel ikke deler.